# Carolina Mújica
Carolina Mújica Vallejo  (14 de septiembre de 1964, Madrid) es una jugadora española de baloncesto profesional ya retirada.

## Selección española
- Eurobasket 1993 ( Peruggia)